# У канџама ГПУ (књига)
У канџама ГПУ (пољ. Siedem lat w szponach GPU) је прва књига сведока о совјетском гулагу (укључујући први заробљенички логор Гулаг Соловки).
Написао ју је Францишак Аљахнович, белоруски драмски писац, националиста и грађанин Друге Пољске Републике. Након пуштања из Гулага и повратка у Пољску 1933. године, Аљачнович је одмах написао књигу у три језичке верзије, и то на белоруској, пољској и руској.
Године 1934. пољска верзија је објављена у дневном листу Сłово, објављеном у Вилњусу. 1934-1935 верзија на руском језику (у правопису пре 1917. године ) је сериализована у белоемигрантским новинама Возрождење у Паризу, и у Наш пут у Харбину, Манџукуо.

## Историја публикације
На пољском:
- Franciszek Olechnowicz. 1935. Siedem lat w szponach GPU [Seven Years in the Claws of the GPU]. Wilno [Vilnius]: Nakładem autora [At Author's Expense].[6][7]
- Franciszek Olechnowicz. 1937. Prawda o Sowietach (wrażenia z 7-letniego pobytu w więzieniach sowieckich r. 1927-1934) [The Truth about the Soviet Union: Experiences from the Seven-Year-Long Incarceration in Soviet Prisons, 1927-1934]. Warsaw: Nakładem autora [At Author's Expense], 152pp.[8]
- Franciszek Olechnowicz. 1938. Prawda o Sowietach (wrażenia z 7-letniego pobytu w więzieniach sowieckich r. 1927-1933) [The Truth about the Soviet Union: Experiences from the Seven-Year-Long Incarceration in Soviet Prisons, 1927-1933] (Ser:  Biblioteka Osadnika, Vol. 4). Kurytyba [Curitiba, Brazil]: Nakład i druk Gazety Polskiej w Brazylii [Published and printed by the Gazeta Polska w Brazylii], 155pp.[9][10]
- Franciszek Olechnowicz. 1990. 7 lat w szponach GPU [7 Years in the Claws of the GPU]. Warsaw: Centrum Informacyjno-Reklamowe (CIR). 167pp.  8385154094.

На белоруском:
- Францішак Аляхновіч. 1937. У капцюрох Г.П.У. Вільня: выданне аўтара. Francišak Aliachnovič. 1937. U kapciuroch H.P.U. [In the Claws of the GPU]. Vilnia: vydannie aŭtara [Vilnius: Published by the Author], 159pp.[11]
- Францішак Аляхновіч. 1941-1942. У капцюрох ГПУ. In the newspaper Мiнская прауда. Nos> 1941: 7–12, 14–17, 19; 1942: 1, 2, 4, 6, 7, 9–12, 14, 15, 17, 18, 21, 22, 24, 25, 29, 31, 32, 36, 37, 39, 41.[12]
- Францішак Аляхновіч. 1991. У капцюрох ГПУ. In the periodical Полымя, No 1, стр.. 151–214.[12]
- Францішак Аляхновіч. 1994. У капцюрох Г.П.У. Аповесць. Мінск: Мастацка література. Francišak Aliachnovič. 1994. U kapciuroch H.P.U. Apoviesć [In the Claws of the GPU: A Tale]. Minsk: Mastacka litieratura, 238pp.  5-340-01311-1.[13][14][15]
- Францішак Аляхновіч. 2005. У капцюрох ГПУ (стр. 223-390). In: Ф. Аляхновiч. Выбраныя творы. Мінск: Беларускі Кнiгазбор.  9855040058.
- Францішак Аляхновіч. 2015. У капцюрох Г.П.У. Дакументальная аповесць (Серыя: Мая беларуская кніга). Мінск: Попурри. Francišak Aliachnovič. 2015. U kapciuroch H.P.U. Dakumientalnaja apoviesć (Sieryja: Maja bielaruskaja kniha) [In the Claws of the GPU: A Documentary Tale (Ser: My Belarusian Book)]. Minsk: Popurri, 288pp.  978-985-15-2429-3.[16][17]

## Преводи
- Португалски: Fr[anciszek] Olechnowicz. 1937. Sete Annos nas Garras Soviéticas (Verdade sobre os Soviets) [Seven Years in the Soviet Clutches (The Truth about the Soviets)] [translated from the Polish by Eva Wedber[18]]. Rio de Janeiro: Amorim Cia Ltda and Livraria Moura, 190pp.[19][20][21][22][23]
- Украјински: Францішек Аляхновіч. 1937. 7 літ на Соловках. Спомини білоруського діяча про миртиірольогію у Совітах. Львів: Накладом Видавничої Спілки „Діло" у Львові Frantsishek Alyakhnovich. 1937. 7 lit na Solovkakh. Spomyny bilorusʹkoho diyacha pro myrtyirolʹohiyu u Sovitakh [7 years in the Solovki {Gulag} Prison Camp: A Memoir of a Belarusian National Activist on the Sufferings and Martyrdom of Inmates in the Soviet Camps]. Lʹviv: Nakladom Vydavnychoyi Spilky „Dilo" u Lʹvovi, 168 стр..[24][25][26][27]
- Италијански: Franciszek Olechnowicz. 1938. La verità sulla Russia bolscevica. Impressioni di un russo-bianco nazionalista liberato dopo sette anni dalle prigioni dell'URSS [The Truth about Bolshevik Russia: Impressions of a Belarusian Nationalist Freed After Seven Years Spent in the Prisons of the USSR] [translated from the Polish by Gian d'Arce]. Firenze [Florence]: Nerbini, 60pp (large format, 28 cm).[28][29]
- Руски: Франц Олехнович. 2012. В когтях ГПУ [In the Claws of the GPU] [пер. с белорус. Е. А. Тараса] (Серия: Неизвестная история). Минск: Харвест Frants Olekhnovich. 2012. V kogtiakh GPU [In the Claws of the GPU] [translated from the Belarusian by Ie. A. Taras] (Seriia: Neizvestnaia istoriia [Unknown History]). Minsk: Kharvest, 320pp.  9789851814707.[30][31]
- Руски: Франц Олехнович. 2012. В когтях ГПУ [In the Claws of the GPU] [пер. с белорус. Е. А. Тараса] (Серия: Неизвестная история). Рига: Институт беларуской истории и культуры Frants Olekhnovich. 2012. V kogtiakh GPU [In the Claws of the GPU] [translated from the Belarusian by Ie. A. Taras] (Seriia: Neizvestnaia istoriia [Unknown History]). Riga: Institut belaruskoi istorii i kul'tury, 319pp.[32]